# Teodosi de Bitínia
Teodosi de Bitínia   (Bitínia, c. 160 aC - c. 90 aC) va ser un matemàtic i astrònom grec nascut a Bitínia (a l'actual Turquia) al segle ii aC o potser al segle i aC, cèlebre per ser l'autor de Les Esfèriques, un recull de tots els coneixements coneguts en aquell temps sobre la geometria esfèrica.
La data i el lloc de naixement de Teodosi han estat motiu de controvèrsia durant molt temps. Pel que fa al lloc de naixement, algunes fonts el situen a Trípoli, segurament degut a una interpretació errònia d'un escrit de la Suda que porta lloc a confusió. Segons Heath (1981) el més probable és que fos natural de Bitínia. Pel que fa a la data de naixement, es considera que Teodosi va ser un contemporani una mica més jove d'Hiparc de Nicea, ja que Estrabó cita a Hiparc seguit de Teodosi i els seus fills matemàtics en una llista de personatges naturals de Bitínia. També és rellevant que Menelau citi a Teodosi, i de tot plegat es pot concloure que Teodosi hauria d'haver nascut a la segona meitat del segle ii aC i que visqué probablement fins entrat el segle i aC. 

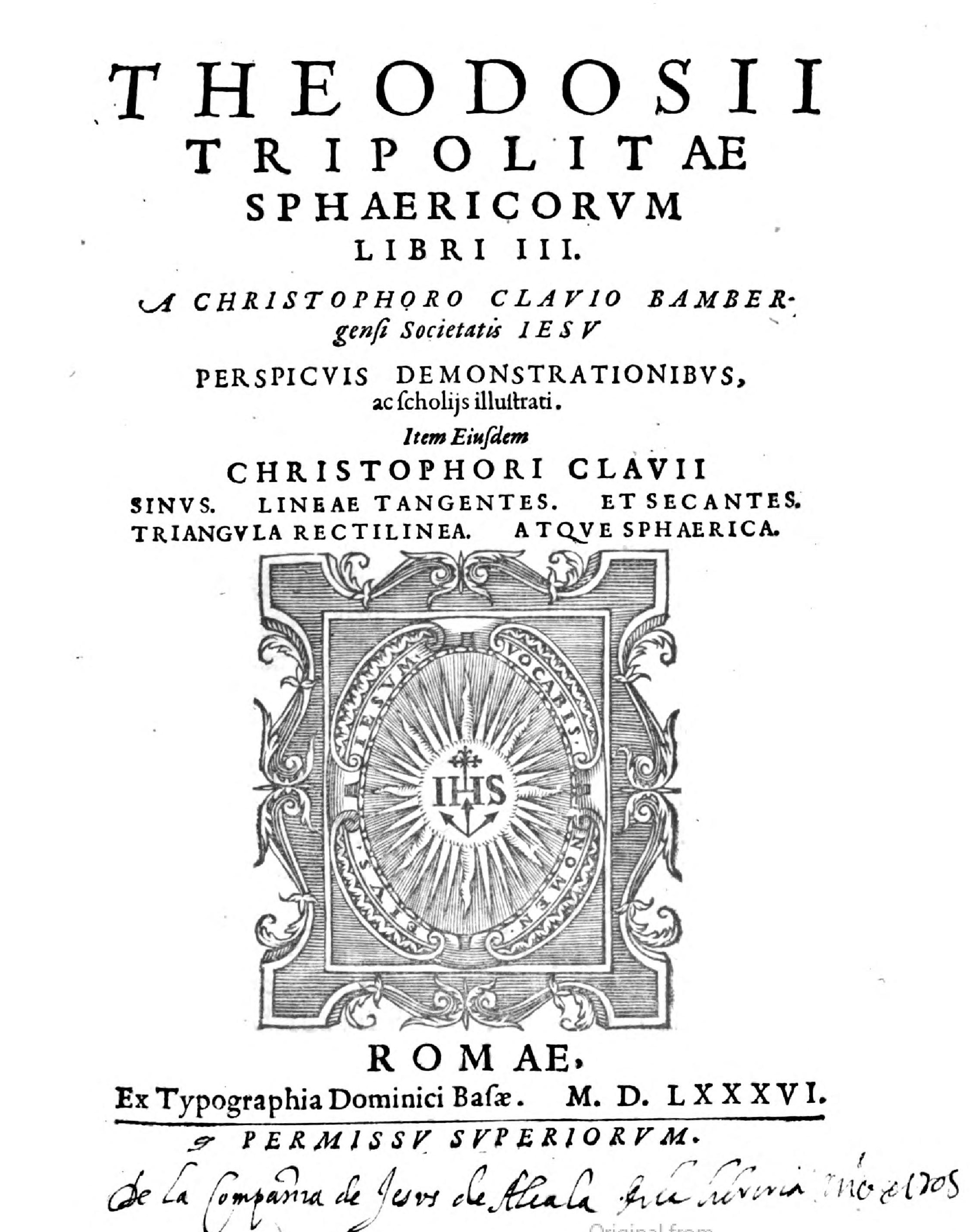
Portada d'una edició llatina de Les Esfèriques de 1586 feta per Christopher Clavius.

Les Esfèriques, dividit en tres llibres, és més aviat una compilació dels coneixements existents a la seva època sobre geometria esfèrica, que no pas una obra original; tot i així té el mèrit de mostrar-nos l'estat de la qüestió just abans que la geometria esfèrica es convertís en trigonometria. A partir aproximadament de la meitat del llibre segon, els teoremes esdevenen astronòmics, tot i que no menciona mai l'astronomia.
Dues obres més de Teodosi han perdurat a part de Les esfèriques, segurament degut al fet que Pappos d'Alexandria les va incloure a una col·lecció que va anomenar «Petita Astronomia» en contraposició a la «Gran Astronomia» que és l'Almagest de Claudi Ptolemeu. Les obres en qüestió són, De Habitationibus on tracta els fenòmens causats per la rotació terrestre, en particular quines regions del cel són visibles pels habitants de diferents zones, i De Diebus et Noctibus on Teodosi estudia els arcs de les òrbites el·líptiques que descriuen les trajectòries del Sol cada dia de l'any per tal d'intentar determinar les condicions que s'han de complir perquè el solstici tingui lloc en un determinat meridià i perquè es produeixin els equinoccis.
A banda de la seva obra, que segons Heath (1981) podem afirmar que va ser purament de recopilació de tots els coneixements que es sabien sobre l'esfera, Vitruvi diu que Teodosi va ser l'inventor d'un rellotge de sol que es podia fer servir a qualsevol regió de la Terra.